# A-ha-N
『a-ha-N』（アハン）は、1998年9月28日からテレビ愛知で放送されていた音楽番組。2015年10月4日深夜からは後継番組『a-NN♪』（アン）が放送されている。

## 概要
プロモーションビデオ（以下PV）の放送を専門とする音楽番組で、毎回様々なミュージシャンたちのPVや彼らからのメッセージVTRなどを放送している。2000年代末期からはその回で特集するミュージシャンたちをゲストに招き、番組ナビゲーターがスタジオで彼らと音楽トークをするコーナーも設けている。取り扱う楽曲のジャンルはJ-POPが中心で、ゲストミュージシャンたちもそれに準じているが、企画回放送時には洋楽やK-POPなどJ-POP以外のジャンルを特集することもある。
ナビゲーターによる曲目解説パートの収録は、名古屋市中区栄にあるテレビ愛知サテライトスタジオのサブ（副調整室）で行われている。

## 番組史

### ミニ番組からの昇格
1998年9月25日までテレビ愛知で放送されていた平日深夜のミニ番組『ミュージックカフェ』が改題リニューアルしたもので、改題当初は同様に週5日間の帯で放送されていた。しかし、2000年代に入ると徐々に放送頻度が減っていき、最終的には日曜午前枠で週1回限りの放送となった。
日曜午前枠への移動から1年後の2003年1月、番組は突如放送時間77分の番組に昇格し、以後は木曜深夜枠で放送されるようになった。さらには金曜深夜枠でも放送されるようになり、以後しばらくは木曜深夜版と金曜深夜版の2本立てで放送されるようになった。ただし、放送内容自体は両者ともに同じで、金曜深夜版は木曜深夜版の再放送扱いで放送されていた。

### 地デジでの試み
その後、番組は2004年12月をもって改題リニューアルし、以来木曜深夜版は『a-ha-N noir』（アハン ノアール）と、金曜深夜版は『a-ha-N rouge』（アハン ルージュ）と題して放送されるようになった。両タイトルへの改題以降、木曜深夜の『noir』では男性ミュージシャンのPVのみを特集し、金曜深夜の『rouge』では女性ミュージシャンのPVのみを特集するという主旨の違いが付加された。さらには、地上デジタル放送の機能の1つであるマルチ編成を利用した両タイトル同時放送をも実施するようになった。これは、『noir』放送時にはサブチャンネルで『rouge』の放送を行い、『rouge』放送時には逆に『noir』をサブチャンネルで放送するというものだった。なお、両タイトルの放送期間中、月曜深夜枠でも『a-ha-N excellent』（アハン エクセレント）という関連番組がスタートしたが、こちらはわずか2か月で打ち切られた。
さらに番組は2006年10月をもって再び改題リニューアルし、以来木曜深夜の『noir』は『a-ha-N varie』（アハン ヴァリエ）と、金曜深夜の『rouge』は『a-ha-N suprême』（アハン シュプリム）と題して放送されるようになった。両タイトルへの改題以降、木曜深夜の『varie』ではPVだけでなくミュージシャン本人からのメッセージVTRや番組企画などを放送し、金曜深夜の『suprême』ではPVのみをフルで放送するという主旨の違いが付加された。しかし、2007年3月に『suprême』が切り捨てられる形で終了。それに伴い、地上デジタル放送で実施していたサブチャンネル同時放送も3月いっぱいで廃止された。

### ナビゲーターの起用
番組は以後しばらくは『a-ha-N varie』1本のみで放送され続けることになるが、それと時期を同じくしてテレビ愛知に中途入社したばかりの水口美希がナビゲーターに就任。それまでこの番組のナビゲーターはナレーションのみで顔出し出演までは無かったが、水口は司会進行役も兼任し、ゲストミュージシャンたちとのトークの場の確立に大きく貢献した。そして、2008年10月には日曜深夜枠で新タイトルの『a-ha-N Music Channel』（アハン ミュージックチャンネル）がスタートし、番組は再び2本立てで放送されるようになった。
しかし、2009年3月をもって『varie』が終了し、以後は日曜深夜の『Music Channel』1本のみで放送されるようになった。加えて、同年12月には水口がテレビ愛知を退社したため、再び司会進行役が不在の状態となった。その後は暫定的にゲストミュージシャンたち本人が輪番でナビゲーターを務めるという方式で繋いでいたが、2010年4月からZIP-FMミュージック・ナビゲーターの服部愛子が水口の後任になることが決定。さらに、同年7月からは『a-ha-N +』（アハン プラス）という関連ミニ番組が放送されるようになった。
2010年10月から2013年9月までは、当時テレビ愛知のアナウンサーだった名越涼子がナビゲーターを務めていた。

## 放送時間
いずれも日本標準時。このほか、2003年1月から2010年3月までは別の時間帯で再放送を行っていたが、以後はレギュラーでは行わずに深夜編成の穴埋めで単発放送をする程度に留まっている。

### a-ha-N
- 月曜 - 金曜 24:40 - 24:45[3]（1998年9月 - 2001年7月）
- 日曜 10:00 - 10:05 （2001年10月 - 2002年12月） - 年末には平日深夜に放送されることもあった。
- 木曜 27:58 - 29:15 （2003年1月 - 2003年9月）
- 木曜 27:28 - 28:45 （2003年9月 - 2003年10月）
- 木曜 27:58 - 29:15 （2003年11月）
- 木曜 28:28 - 29:15 （2003年12月 - 2004年3月）
- 木曜 27:58 - 28:41 （2004年4月 - 2004年11月）

### a-ha-N noir
- 木曜 27:58 - 28:41 （2004年12月 - 2006年9月）

### a-ha-N rouge
- 金曜 27:58 - 28:41 （2004年12月 - 2006年9月）

### a-ha-N excellent
- 月曜 26:28 - 26:58 （2005年8月 - 2005年9月）

### a-ha-N varie
- 木曜 27:58 - 28:28 （2006年10月 - 2007年3月）
- 金曜 27:58 - 28:28 （2007年4月 - 2007年6月）
- 日曜 25:22 - 25:52 （2007年7月 - 2008年3月）
- 金曜 26:28 - 26:58 （2008年4月 - 2008年6月）
- 金曜 25:28 - 25:58 （2008年7月 - 2008年9月）
- 水曜 27:28 - 27:58 （2008年10月）
- 木曜 24:58 - 25:28 （2008年11月 - 2008年12月）
- 金曜 25:28 - 25:58 （2009年1月 - 2009年3月）

### a-ha-N suprême
- 金曜 27:58 - 28:28 （2006年10月 - 2007年3月）

### a-ha-N Music Channel
- 日曜 24:35 - 25:05 （2008年10月 - 2013年1月）
- 金曜 26:35 - 27:05 （2013年1月）
- 金曜 26:35 - 27:00 （2013年2月 - 2013年3月）
- 日曜 24:35 - 25:05 （2013年4月 - 2014年3月）
- 金曜 26:35 - 27:05 （2014年4月 - 2014年6月）
- 月曜 27:35 - 28:05 （2014年7月 - 2014年9月）
- 日曜 24:35 - 25:05 （2014年10月 - 2014年12月）
- 木曜 25:00 - 25:30 （2015年1月 - 2015年6月）
- 日曜 24:35 - 25:05 （2015年7月 - 2015年9月）

### a-ha-N +
- 金曜 21:54 - 22:00 （2010年7月 - 2010年9月）
- 土曜 20:54 - 21:00 （2010年10月）
- 水曜 21:54 - 22:00 （2010年11月 - 2011年3月）
- 土曜 21:54 - 22:00 （2011年4月 - 2011年9月）
- 月曜 22:48 - 22:54 （2011年10月 - 2012年3月）
- 土曜 21:54 - 22:00 （2012年4月 - 2012年9月）
- 金曜 24:52 - 24:56 （2012年10月 - 2012年11月）
- 月曜 21:54 - 22:00 （2012年12月 - 2013年6月）
- 月曜 25:30 - 25:35 （2013年7月 - 2015年9月）

### a-NN♪
- 日曜 24:35 - 25:05 （2015年10月 - 2022年6月）
- 日曜 25:05 - 25:35 （2022年7月 - 2024年3月）
- 日曜 25:20 - 25:50 （2024年4月 -   ）

## 出演者

### a-ha-N varie
- 水口美希（当時テレビ愛知アナウンサー、2007年4月 - 2009年3月）

### a-ha-N Music Channel
- 水口美希（当時テレビ愛知アナウンサー、2008年10月 - 2009年12月）
- 服部愛子（当時ZIP-FMミュージック・ナビゲーター、2010年4月 - 2010年9月）
- 名越涼子（当時テレビ愛知アナウンサー、2010年10月 - 2013年9月）
- 松本圭世（テレビ愛知アナウンサー、 2013年10月 - 2014年6月）
- 福田由香（テレビ愛知アナウンサー、 2014年7月　-）

## スタッフ

### a-ha-N Music Channel
- P - KOJI SHINDO → NATSUMI SUMIDA、HISASHI TAKAHASHI
- D - YOSHITAKA FUJIMOTO
- C - TAKAYUKI KADOKURA
- 制作 - テレビ愛知ミュージック、日経映像

### a-ha-N +
- 制作協力 - 日経映像
- 制作著作 - テレビ愛知ミュージック

## エンディングテーマ

### a-ha-N varie
- ズッコケ男道（関ジャニ∞、2007年4月）
- おはようJAPAN （RYO the SKYWALKER & トータス松本、2007年5月）
- 愛唄（GReeeeN、2007年6月）
- ギミギミック（RADWIMPS、2007年7月）
- ガンバレ! （KAME&L.N.K、2007年8月）
- 美しい（ゆらゆら帝国、2007年9月）
- オリエンタル・ダイヤモンド（PUFFY、2007年10月）
- Blue Technique （LEO今井、2007年11月）
- Love Story （SOFFet、2007年12月）
- 真っ白な雪、真っ白な未来（竹仲絵里、2008年1月）
- Baby cruising Love （Perfume、2008年2月）
- U （10-FEET、2008年3月）
- 瞳孔ソナー（依布サラサ、2008年4月前半）
- MERRY GO WORLD （12012、2008年4月後半 - 5月前半）
- 恋一夜（Acid Black Cherry、2008年5月後半 - 6月）
- オアシス（ぶどう÷グレープ、2008年7月第1週目）
- Crash （AAA、2008年7月第2週目以降）
- TURN TO STONE （BECCA、2008年8月 - 9月第1週目）
- 恋いしくて（UVERworld、2008年9月第2週目以降）
- Dear My Friends （上松秀実、2008年10月 - 11月前半）
- JUMPER （capsule、2008年11月後半 - ）
- ----途中不明----
- イトシセツナナミダ（Peaky SALT、2009年2月 - ）

### a-ha-N Music Channel
- Go ahead! （プリングミン、2009年8月）
- 春夏秋冬（Hilcrhyme、2009年9月 - 10月）
- かけら -総べての想いたちへ- （NICO Touches the Walls、2009年11月）
- 黄昏ムーン（依布サラサ、2009年12月）
- 伝言（藍坊主、2010年1月）
- 君だけを見つけるために...（SQUAREHOOD、2010年2月）
- サクラ咲ク（スケルト・エイト・バンビーノ、2010年3月）
- カーニバる?（ナオト・インティライミ、2010年4月）
- STEP UP!（COMA-CHI、2010年5月）
- レイン（シド、2010年6月）
- ハルアシンメトリー（LONELY↑D、2010年7月）
- 旅立ちグラフィティ（FLOW、2010年11月）
- 乱舞のメロディ（シド、2010年12月）
- message（さくら学院、2011年3月）
- Toy box（JAY'ED×若旦那、2011年8月）
- アゲハ蝶（カラーボトル、2012年1月）
- バトン（キマグレン、2012年6月）
- 夜の作り方（LindrRond、2012年10月）
- Ti Amo（Ms.OOJA、2012年11月）
- Lolita（ドレスコーズ、2012年12月）
- テヌート（ハンサムケンヤ、2013年2月）
- 恋する季節（ナオト・インティライミ、2013年4月）
- あいだじゅう（RAM WIRE、2013年8月）
- その先の景色を（Salley、2013年10月）
- どんぐりと花の空（南壽あさ子、2014年3月）
- 10年後この木の下で（森恵、2014年4月）
- Goodtime（SALU、2014年5月）
- 大きな大きな木の下で（SHOGO、2014年6月）
- 純情（家入レオ、2014年7月）
- This is myself（BACK LIFT、2014年9月）
- Why…（BRIDGET、2014年12月）
- RIOT（KNOCK OUT MONKEY、2015年1月）
- FROG（LUCCI、2015年2月）
- 褒めろよ（GLIM SPANKY、2015年3月）
- かけてあげる（DAOKO、2015年4月）
- The Others（MIYAVI、2015年5月）
- 君が私をダメにする（黒木渚、2015年6月）
- Dan Dan Dan（コアラモード.、2015年7月）
- 夏の罪（花岡なつみ、2015年8月）
- ジュテーム（DON'S FACTORY、2015年9月）

### a-NN♪
- CROWS（SiM、2015年10月）
- 東京city（T/ssue、2015年11月）
- 時よ（星野源、2015年12月）
- あしたいろ（安田レイ、2016年1月）
- みそしるママ らいすパパ（JMC(ジュミッチ)、2016年2月）
- チョコレイトをちょうだい（ONIGAWARA、2016年3月）
- ムーンレイカー（ENTH、2016年4月）
- 動揺を童謡で学ぶ唄～うさぎとかめ編～（ISAAC、2016年5月）
- Afraid To Be Cool（MIYAVI、2016年6月）
- MARINE SNOW（THE MUSMUS、2016年7月）
- 遥か（モン吉、2016年8月）
- アンチヒーロー（Half time Old、2016年9月）
- Search（BACK LIFT、2016年10月）
- マジックアワー（lyrical school、2016年11月）
- You are Beautiful（Ms.OOJA、2016年12月）
- Echo Night（ADAM at、2017年1月）
- 超good time（ハシグチカナデリヤ、2017年2月）
- ハルノカゼ（ポタリ、2017年3月）
- Forever Young（弾き語りver.）（竹原ピストル、2017年4月）
- HEARTRAIL（小松未可子、2017年5月）
- SYAKUNETSU BEAT（POT、2017年6月）
- Sympathy（Chara、2017年7月）
- TWO the PARADISE feat. PES(RIP SLYME)（FUKI、2017年8月）
- 存在照明（近藤晃央、2017年9月）
- ミチシルベ（Rihwa、2017年10月）
- CHOCOLATE（ちゃんみな、2017年11月）
- Don't Let Me Down（Cellchrome、2017年12月）
- あっち向いてホイ（LUCCI、2018年1月）
- Puzzle（Leola、2018年2月）
- めぐり（神田莉緒香、2018年3月）
- やめちまぇ!（湘南乃風、2018年4月）
- World's End（Mary's Blood、2018年5月）
- それだけのこと（神田莉緒香、2018年6月）
- Supra（POT、2018年7月）
- アダムトイブ（Cellchrome、2018年8月）
- Squall（04 Limited Sazabys、2018年9月）
- Gotta Find A Light（FIVE NEW OLD、2018年10月）
- あのころ見た光（緑黄色社会、2018年11月）
- Silent Snow（Super Break Dawn（SBD）、2018年12月）
- 1004（三上ちさこ、2019年1月）
- 有頂天（ポルカドットスティングレイ、2019年2月）
- テノヒラ（SEAMO、2019年3月）

## 特番

### a-ha-N SP!! 名・音AIR
- 放送日時 - 2006年12月27日（水曜） 24:30 - 25:24
- 出演者 - 伊藤千晃（AAA）、ダイノジ、ハレンチ☆パンチ、スキマスイッチ、HOME MADE 家族、SEAMO、タッキー&翼ほか

### a-ha-N SP!! MUSIC TRAIN 音鉄♪名古屋線
- 放送日時 - 2007年12月28日（金曜） 25:18 - 26:13
- 収録現場 - 近鉄名古屋線運行列車内
- 出演者 - ジェイムス・ヘイブンス、ひまり、Ryohei、倭製ジェロニモ&ラブゲリラエクスペリエンス
- ナレーター - 荒井千里（当時テレビ愛知アナウンサー）

### MUSIC TRAIN -Train Hits Top 10-
- 放送日時 - 2008年12月30日（火曜） 25:00 - 25:55
- 収録現場 - 養老鉄道養老線運行列車内
- 出演者 - 水口美希、ジェイムス・ヘイブンス、BRIGHT、養老の星☆幸ちゃん、エイジアエンジニア

### a-ha-N 年末スペシャル 〜ありがとう2009〜
- 放送日時 - 2009年12月30日（水曜） 24:10 - 25:05
- 収録現場 - 大須商店街大寿喜、名古屋クラブクアトロ、台湾台北市万華区西門町、同士林区士林夜市ほか
- 出演者 - 水口美希、スキマスイッチ、SEAMO、高木大介（テレビ愛知アナウンサー）、竹森マサユキ、鶴、ザ50回転ズ、西野カナ

### a-ha-N 年末スペシャル 〜ありがとう2010〜
- 放送日時 - 2010年12月29日（水曜） 25:00 - 25:54
- 収録現場 - 大須商店街大寿喜、イギリス首都ロンドン、同マージーサイド州リヴァプール市
- 出演者 - 名越涼子、SEAMO、IKE、植村花菜